# Liste der Bodendenkmale in Gohrisch
In der Liste der Bodendenkmale in Gohrisch sind die Bodendenkmale der Gemeinde Gohrisch und ihrer Ortsteile nach dem Stand der Auflistung von Harald Quietzsch und Heinz Jacob aus dem Jahr 1982 aufgelistet. Eventuelle Änderungen und Ergänzungen, insbesondere aus der Zeit nach der Wende, sind nicht berücksichtigt, da für Sachsen aktuell keine neueren allgemein zugänglichen Bodendenkmallisten vorliegen. Die Baudenkmale sind in der Liste der Kulturdenkmale in Gohrisch aufgeführt.
| Denkmal-ID | Fundart          | Ortsteil | Bezeichnung | Zeitstellung    | Lage                                                                              | Bemerkungen                                                                    | Bild |
| ---------- | ---------------- | -------- | ----------- | --------------- | --------------------------------------------------------------------------------- | ------------------------------------------------------------------------------ | ---- |
| ?          | besonderer Stein | Gohrisch | Steinkreuz  | Spätmittelalter | westnordwestlicher Ortsrand, Pladbergstraße 45, auf der Flurgrenze mit Königstein | kleinere Kreuze und jüngere Reihennummer eingehauen, Schutz seit 21. Juni 1972 |      |